# Блаті Туре
Блаті Туре (фр. Blati Touré; нар. 5 серпня 1994) — буркінійський футболіст, півзахисник національної збірної Буркіна-Фасо та кіпріотського клубу «Омонія».

## Клубна кар'єра
До дорослого футболу увійшов, підписавши 2014 року контракт з іспанським клубом «Рекреатіво Уельва». Наступного сезону Туре уклав орендну угоду з французьким клубом «Евіан». 
Повноцінний трансфер півзахисник здійснив 2016 року, перейшовши до кіпрського клубу «Омонія».

## Виступи за збірну
2017 року дебютував в офіційних матчах у складі національної збірної Буркіна-Фасо.
У складі збірної був учасником Кубка африканських націй 2017 року у Габоні.

## Титули і досягнення
- Бронзовий призер Кубка африканських націй: 2017